# Crêt de la Chèvre
Le crêt de la Chèvre est un sommet du massif du Pilat culminant à 1 430 mètres. Situé à l'est du crêt de la Perdrix dans le département français de la Loire sur la commune de Colombier, il domine la vallée du Rhône et est connu pour abriter un rocher en forme de sphinx.